# Sarandapikhiótika
Sarandapikhiótika (Sarantapichiotika) är en ort i Grekland.   Den ligger i prefekturen Nomós Korinthías och regionen Peloponnesos, i den centrala delen av landet, 110 km väster om huvudstaden Aten. Sarandapikhiótika ligger 14 meter över havet och antalet invånare är 187.
Terrängen runt Sarandapikhiótika är varierad. Havet är nära Sarandapikhiótika norrut. Runt Sarandapikhiótika är det ganska glesbefolkat, med 39 invånare per kvadratkilometer. Närmaste större samhälle är Xylókastro, 14,6 km öster om Sarandapikhiótika. 